# 在モルディブバングラデシュ高等弁務官事務所
在モルディブバングラデシュ高等弁務官事務所（ベンガル語: মালদ্বীপে বাংলাদেশ হাইকমিশন、英語: High Commission of Bangladesh in Maldives）は、バングラデシュがモルディブの首都マレに設置している高等弁務官事務所である。

## 沿革
1978年9月22日にバングラデシュとモルディブの外交関係が樹立される。
国交樹立後20年近くにわたって高等弁務官や特命全権大使が常駐していなかったが、1998年8月8日、マレに高等弁務官事務所が開設され、ハルン・アハメド・チョウドリー少将が常駐では初代となる高等弁務官として着任した。
この公館は、モルディブが英連邦から離脱した2016年10月から2020年2月まで、在モルディブバングラデシュ大使館（ベンガル語: মালদ্বীপে বাংলাদেশ দূতাবাস、英語: Embassy of Bangladesh in Maldives）と呼ばれていた。
モルディブが英連邦の共和国としての地位に復帰した2020年2月1日、この在外公館はバングラデシュ高等弁務官事務所に戻った。
2021年7月、高等弁務官事務所がマレ島からフルマーレ島へ移転した（いずれも行政区分上はマレ市に属する）。

## 所在地
Plot 10982, Street 16, Nirolhu Magu, Hulhumalé
2021年7月より、上記の住所で運営されている。旧住所は「G. Ufriya (7th & 8th Floor), Lonuziyaraih Magu, Malé」であった。

## 大使・高等弁務官
2020年8月31日より、ナズムル・ハサン海軍少将が高等弁務官を務めている。